# مینی مارکوس
مینی مارکوس (Mini Marcos) خودرویی است که در سال‌های ۱۹۶۵ تا ۱۹۹۶ و از ۲۰۰۵ تا اکنون تولید شده‌است. وزن آن در حالت طبیعی ۱٬۰۵۰ پوند (۴۷۶ کیلوگرم) است. سیستم جعبه‌دندهٔ آن به صورت دستی است.